# Архиепархия Лубанго
Архиепархия Лубанго (лат. Archidioecesis Lubangensis) — архиепархия Римско-Католической церкви с центром в городе Лубанго, Ангола. В митрополию Лубанго входят епархии Менонгве, Ондживы, Намибе. Кафедральным собором архиепархии Лубанго является церковь святого Иосифа.

## История
27 июля 1955 года Римский папа Пий XII издал буллу «Ad Christi evangelium», которой учредил епархию Са-да-Бандейры, выделив её из епархии Нова-Лисбоа (сегодня — Архиепархия Уамбо) и апостольской префектуры Кубанго в Анголе (сегодня упразднена).
10 августа 1975 года епархия Са-да-Бандейры передала часть своей территории для возведения новых епархий Серпа-Пинту (сегодня — Епархия Менонгве) и Перейра-де-Эсы (сегодня — Епархия Ондживы).
3 февраля 1977 года Римский папа Павел VI издал буллу «Qui divino consilio», которой возвёл епархию Са-да-Бандейры в ранг архиепархии с названием «Архиепархия Лубанго».
21 марта 2009 года архиепархия Лубанго передала часть своей территории для возведения новой епархии Намибе.

## Ординарии архиепархии
- епископ ltino Ribeiro de Santana (27.07.1955 — 19.02.1972) — назначен епископом Бейры;
- епископ Eurico Dias Nogueira (19.02.1972 — 3.02.1977);
- кардинал Алешандри ду Нашсименту (3.02.1977 — 16.02.1986) — назначен архиепископом Луанды;
- архиепископ Manuel Franklin da Costa (12.09.1986 — 15.01.1997);
- архиепископ Закариас Камвеньо (15.01.1997 — 5.09.2009);
- архиепископ Габриэль Мбилинги CSSp. (с 5 сентября 2009 года).

## Источник
- Annuario Pontificio, Libreria Editrice Vaticana, Città del Vaticano, 2007, ISBN 88-209-7422-3
- Bolla Ad Christi evangelium Архивная копия от 2 февраля 2020 на Wayback Machine, AAS 47 (1955), стр. 807
- Bolla Qui divino consilio Архивная копия от 27 марта 2010 на Wayback Machine, AAS 69 (1977), стр. 138  (лат.)